# Tricladium brunneum
Tricladium brunneum är en svampart som beskrevs av Nawawi 1974. Tricladium brunneum ingår i släktet Tricladium och familjen Helotiaceae.   Inga underarter finns listade i Catalogue of Life.